# 山名義芳

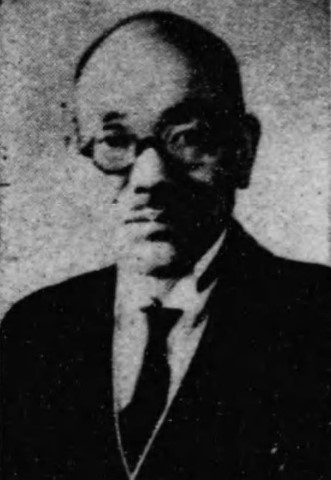
山名義芳

山名 義芳（やまな ぎほう、1895年10月11日 - 1960年3月26日）は、真宗大谷派僧侶、衆議院議員（1期）。

## 来歴・人物
兵庫県出身。1920年大谷大学を卒業。僧侶となり少年保護司などとして活動。岐阜教務所、高岡教務所、神戸教務所、富山教務所の所長を歴任し、大谷派教学顧問に就任を経て鹿児島教務所長になった。
政治家としては第23回衆議院議員総選挙に民主自由党から兵庫県第4選挙区で立候補し当選。国会では花まつりを祝日にするよう求める請願を行なった。